# آيرونديكويت
آيرونديكويت (بالإنجليزية: Irondequoit)‏ هي مدينة في ولاية نيويورك، الأمريكية.
يبلغ عدد سكانها حسب تعداد سنة 2000: 52,354 نسمة. ويبلغ عددهم حسب تقدير 2007 حوالي:50,021 نسمة.